# Deselvana dorsivitta
Deselvana dorsivitta är en insektsart som först beskrevs av Walker 1851.  Deselvana dorsivitta ingår i släktet Deselvana och familjen dvärgstritar. Inga underarter finns listade i Catalogue of Life.